# Ги I де Шатильон
Ги I де Шатильон (фр. Guy I de Châtillon; ум. после 1076) — сеньор де Шатильон-сюр-Марн.

## Биография
Происхождение Ги достоверно не установлено. Андре Дю Шен в изданной в 1621 году «Истории дома де Шатильон-сюр-Марн» (фр. Histoire de la maison de Chastillon-sur-Marne) пытался реконструировать генеалогию Шатильонов, выводя их происхождение из известного с IX века шампанского рода видамов Реймса. По его версии Ги был сыном Миля де Шатильона и братом папы римского Урбана II. Однако ни один из источников, которыми пользовался Дю Шен, не подтверждает его генеалогические построения, поэтому его реконструкция представляет собой всего лишь предположения. Кроме того, среди известных потомков Ги имена Миль и Эд (настоящее имя папы Урбана II), которые были распространены в семье видамов Реймса, отсутствуют, поэтому предложенное Дю Шеном происхождение Ги де Шатильона может быть неправильным.
Ги владел замком Шатильон-сюр-Марн в Шампани, давшим название роду. Дю Шен предположил, что именно Ги упоминается в хартии о пожертвовании земель Реймсу, датированном 1053 годом. В 1076 году имя Ги присутствует в хартии короля Франции Филиппа I, в которой он подтвердил основание аббатства Сен-Жан-де-Винь в Суассоне.

## Брак и дети
Жена: Ирменгарда де Шуази, вероятно сестра Обри, сеньора де Куси. Предположительно детьми Ги I были:
- Гоше I де Шатильон (ум. ок. 1101), сеньор де Шатильон[1][3];
- Жермон де Шатильон (ум. после 1117), сеньор де Савиньи, родоначальник ветви сеньоров де Савиньи[1][3];
- Жак де Шатильон (ум. после 1103)[1][3];
- Пьер де Шатильон[1][3].